# Де-Ріпс
Де-Ріпс (нід. De Rips) — село в нідерландській провінції Північний Брабант. Входить до муніципалітету Гемерт-Бакел.
Його площа становить 25,57 км², а населення станом на 2021 рік складало 1 160 осіб.
Перша згадка про населений пункт датується 1544 роком.

## Галерея

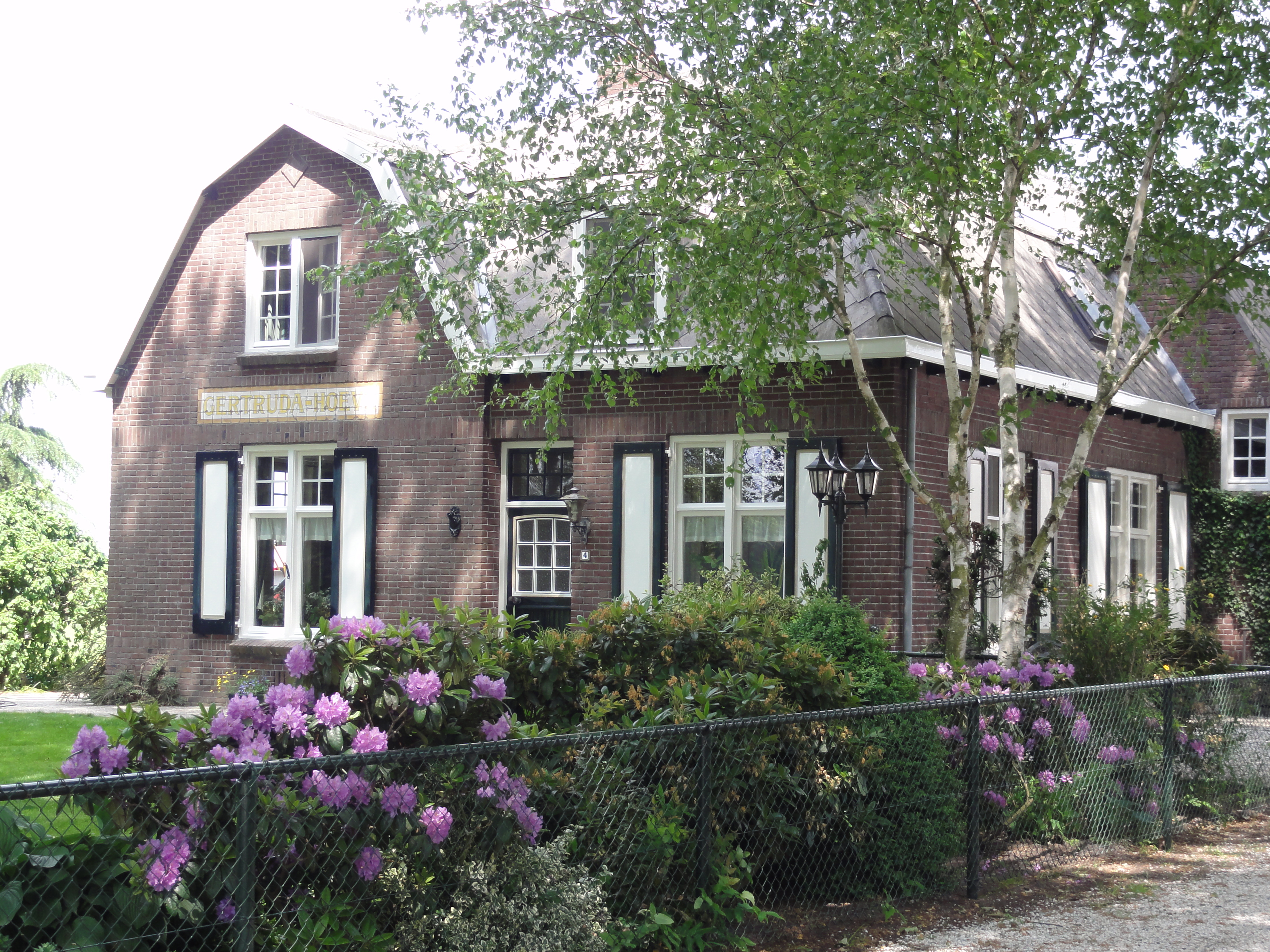
Ферма у Де-Ріпсі
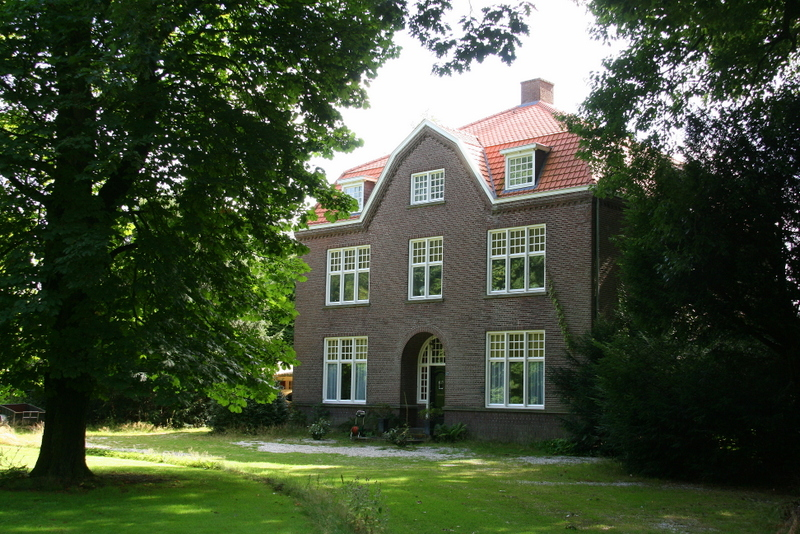
Будинок почту
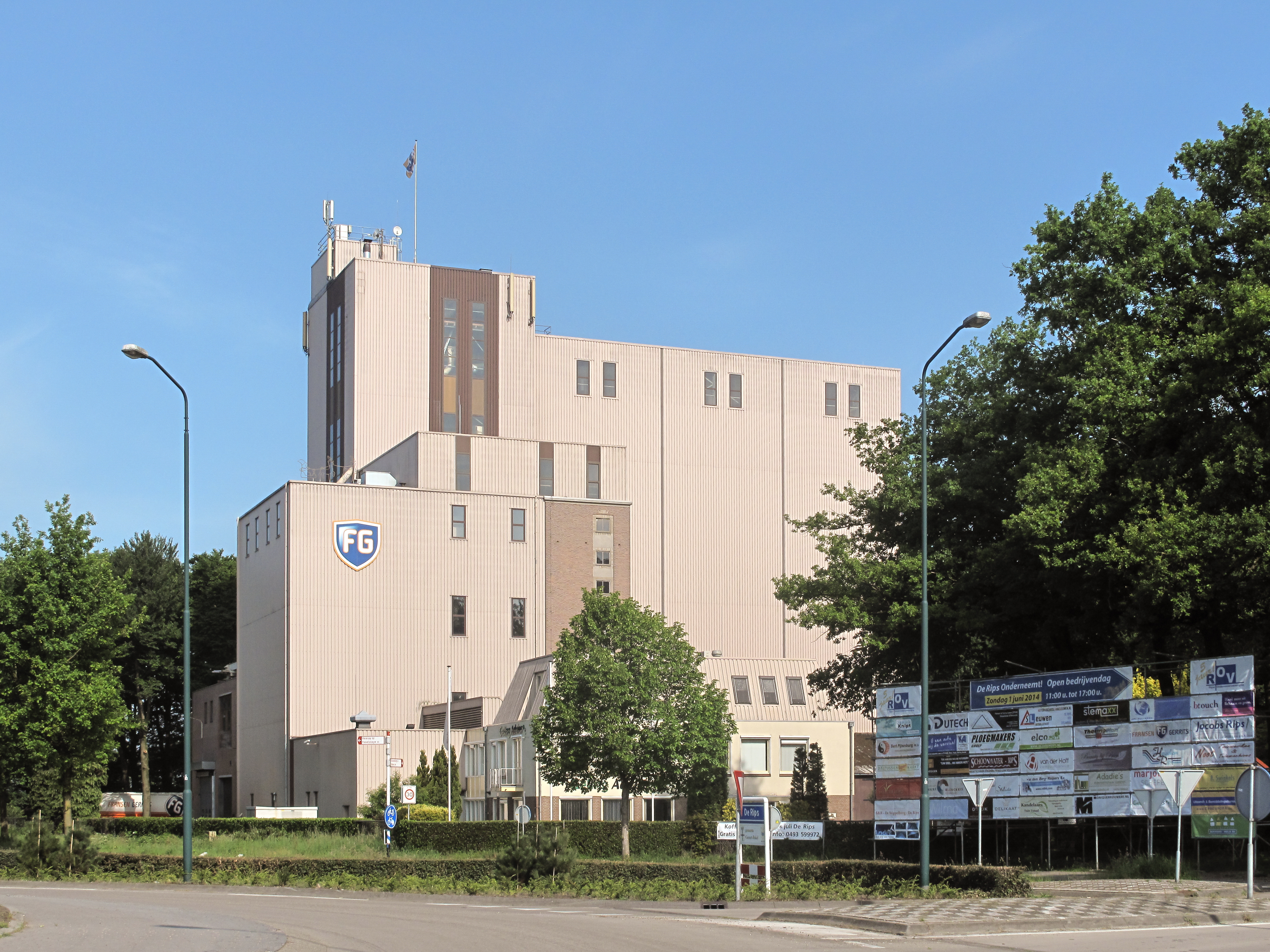
Фабрика у селі